# Tagdrag Ngawang Sungrab Thutob

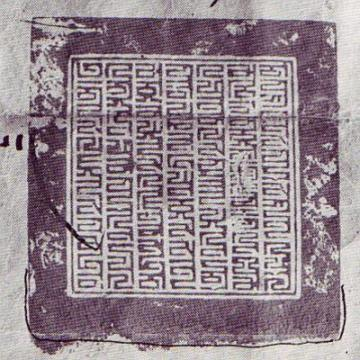
Amtssiegel des letzten tibetischen Regenten

Tagdrag Ngawang Sungrab Thutob (* 1874 in Tölung Dechen; † 1952) war ein Mönch der Gelug-Schule des tibetischen Buddhismus und von Februar 1941 bis November 1950 Regent von Tibet. Er war der dritte Tagdrag Rinpoche (Trülku) des Tagdrag-Klosters. Er war einer der Lehrer des 14. Dalai Lama, Tendzin Gyatsho. Als Regent folgte er zu Beginn des Jahres 1941 dem fünften Reting Rinpoche, Jampel Yeshe Gyeltshen, mit dem er später in Konflikt geriet (im sogenannten Reting-Zwischenfall).